# O Gud, varthän ett hjärta drivs
O Gud, varthän ett hjärta drivs är en kristen psalm. Texten är skriven på 1700-talet och bearbetades av Christopher Dahl.

## Publicerad i
- 1819 års psalmbok, som nummer 82 under rubriken "Jesus uppgår till Jerusalem, instiftar nattvarden, förråde".